# Site de hauteur de la Corre
Pour les articles homonymes, voir Corre (homonymie).
Le site de hauteur de la Corre est un site archéologique situé à Housseras, au nord-est du département des Vosges (Lorraine). Il fait partie d'un ensemble de sites fortifiés dans le bassin déodatien.

## Description

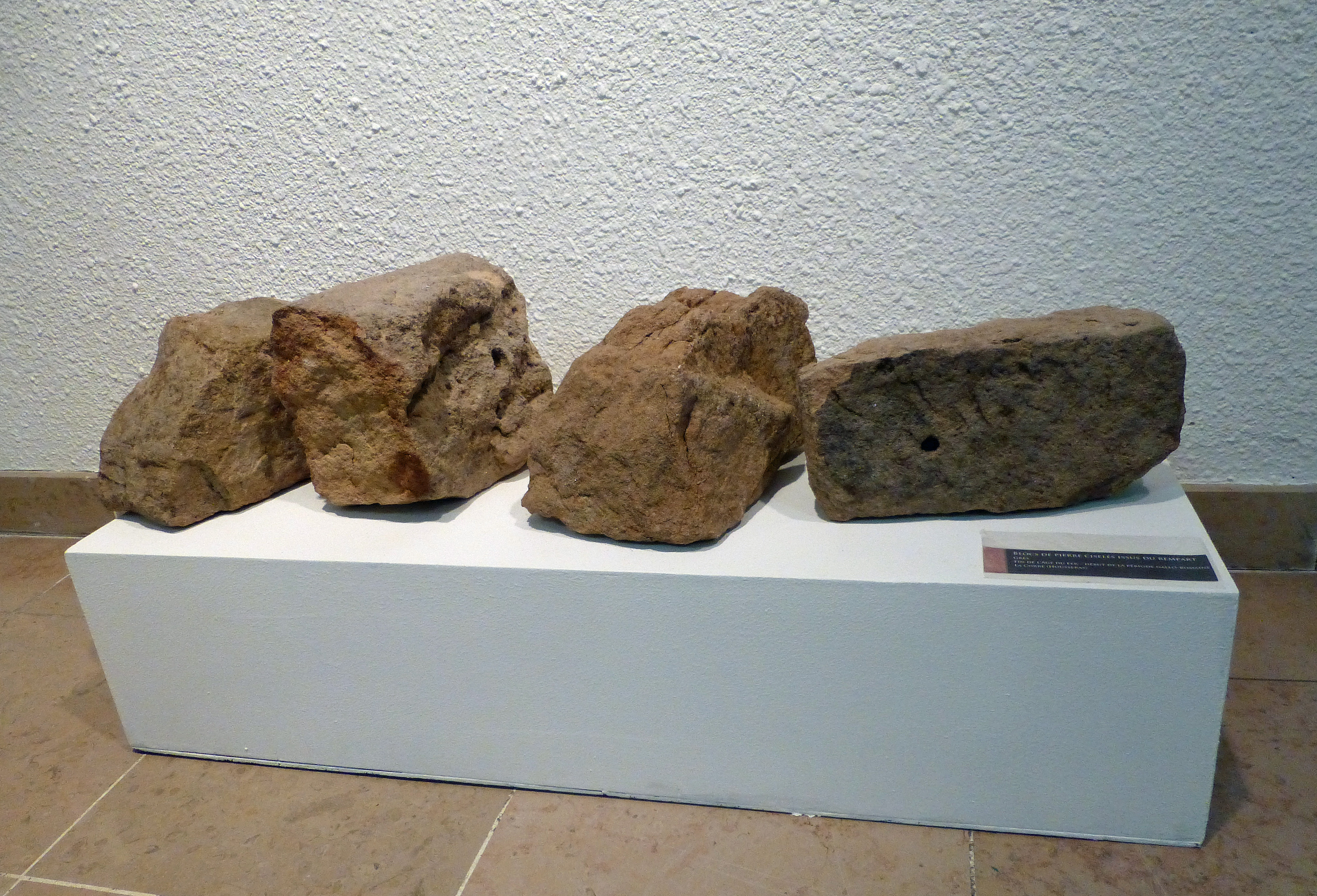
Blocs de pierre ciselés issus du rempart

Le site au lieu-dit « la Corre » est un plateau de hauteur de 6 hectares, de type éperon barré, qui culmine à une altitude de 420 mètres, et est encadré au nord et au sud par des reliefs plus importants d’une altitude de 470 et 479 mètres. En 1962, le site de hauteur de la Corre a été touché par une opération archéologique, sous la forme de sondages. Il s’agit dans le détail de cinq sondages réalisés sur le plateau, le rempart, le fossé et la porte d’entrée.
Le rempart, structure principale de ce site, avec sa porte, la voie d’accès antique, et le fossé, marquent très bien le paysage encore aujourd'hui. Ce rempart de 266 mètres de long, conservé sur une hauteur moyenne de 1,50 mètre correspondrait, de par sa construction, à un rempart de la fin de la Tène de type Kelheim. Des parallèles sont à faire avec le rempart du fossé des Pandours au col de Saverne. Le parement externe est constitué de blocs taillés en grès interrompu tous les 1,30 mètre par des espaces permettant d’accueillir des poteaux verticaux. Cette construction s’appuie sur un talus d’une largeur moyenne de 8 mètres.
Pour renforcer ce système défensif, un fossé en avant du rempart est encore visible sur plus de 150 mètres. Une porte de 7,10 mètres de large permettait l’accès au plateau. De par ces mesures, le site de la Corre est le plateau de hauteur fortifié le plus imposant de cette partie du massif vosgien.

## Monuments
Dans les environs du site de hauteur, à Housseras, au lieu-dit « le Quart en Réserve » ont été retrouvés deux lions taillés dans du grès, dont l'un est exposé au musée Pierre-Noël de Saint-Dié-des-Vosges, ainsi que deux stèles, une funéraire à deux personnages et la seconde plus énigmatique, découvertes au lieu-dit « le Haut du Bois ». Ces monuments attestent d’une occupation du secteur à la période gallo-romaine. D'autres découvertes de fragments de stèles en cours de taille prouvent l’existence de carrières antiques de grès où ont été extraits très certainement ces monuments. Le fait que ces stèles soient anépigraphes va dans le sens de cette hypothèse.

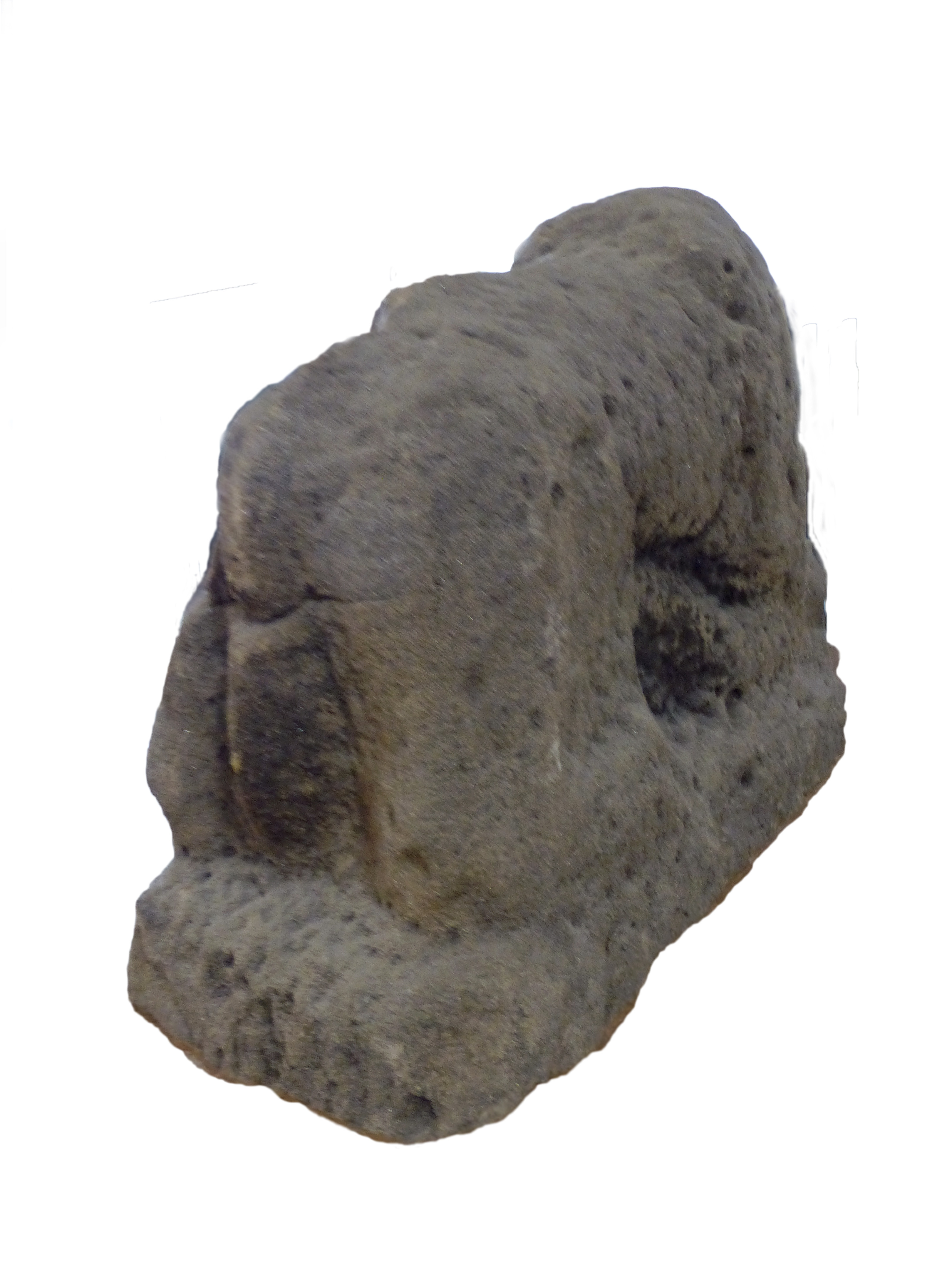
Lion acéphale en ronde-bosse
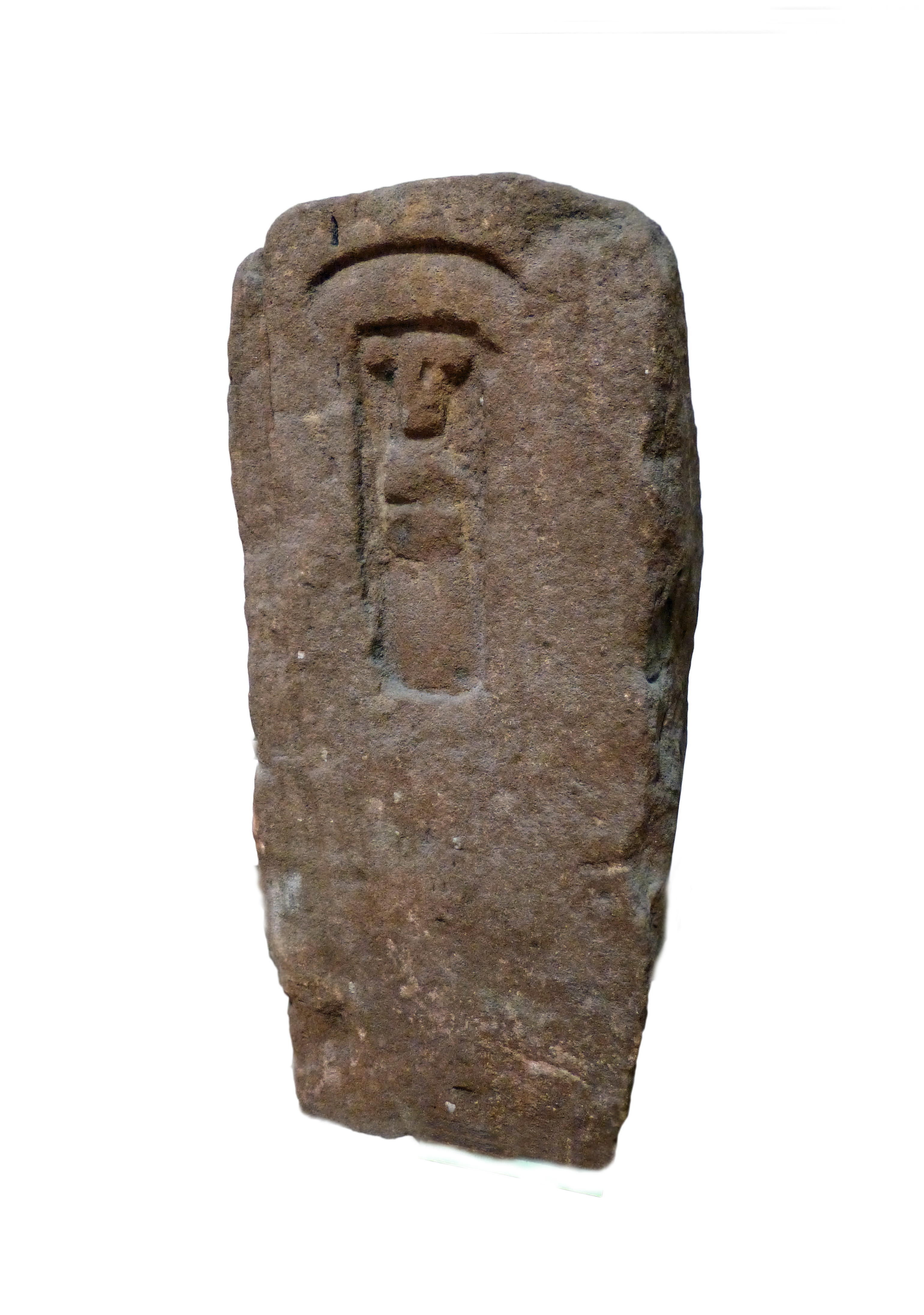
Stèle à figure énigmatique